# إدي أوبراين
إدي أوبراين (بالإنجليزية: Eddie O'Brien)‏ هو لاعب كرة قاعدة أمريكي، ولد في 11 ديسمبر 1930 في ساوث أمبوي في الولايات المتحدة، وتوفي في 21 فبراير 2014 في سياتل في الولايات المتحدة.

## وصلات خارجية
- إدي أوبراين على موقعبيزبول رفرنس.كوم (الدوري الرئيسي) (الإنجليزية)
- إدي أوبراين على موقعبيزبول رفرنس.كوم (الدوري الثانوي) (الإنجليزية)
- إدي أوبراين على موقع سبورتس رفرنس (الإنجليزية)
- إدي أوبراين على موقع كلية كرة السلة في سبورتس رفرنس.كوم (الإنجليزية)
- إدي أوبراين على موقع ريلجم (الإنجليزية)